# Ferdinand Stemmler
Ferdinand Stemmler (* 30. Juli 1868 in Kronberg im Taunus; † 1939) war ein deutscher Arzt und Politiker (Zentrum).

## Leben
Nach dem Besuch des Gymnasiums in Montabaur studierte Stemmler Medizin an den Universitäten in Würzburg, Straßburg und Heidelberg. Seit dem Studium war er Mitglied der katholischen Studentenverbindungen KStV Palatia Heidelberg, KStV Walhalla Würzburg und KStV Frankonia Straßburg im KV. Er bestand die Prüfung als Facharzt für Balneologie und wurde 1891 zum Doktor der Medizin promoviert (Dissertation: Fibroma periglandulare des Ohres. Ein Beitrag zur Lehre der Geschwülste, speciell der Fibrome.). Stemmler arbeitete ab 1892 als Badearzt in Bad Ems und übernahm dort ein Jahr später die Leitung einer balneologischen Praxis. Von 1901 bis 1939 war er Chefarzt des Marinekrankenhauses. Er führte den Ehrentitel Sanitätsrat. Außerdem war er Mitglied des Preußischen Landesgesundheitsrates, Vorsitzender des Standesvereins der reichsdeutschen Badeärzte und Vorstandsmitglied der Balneologischen Gesellschaft. Während seiner ärztlichen Tätigkeit verfasste er mehrere balneologische Schriften, insbesondere über die Behandlung des chronischen Bronchialkatarrhs.
Stemmler war Vorsitzender der Nassauischen Zentrumspartei, Stadtverordnetenvorsteher in Bad Ems und Kreistagsmitglied des Unterlahnkreises. Des Weiteren war er Mitglied des Hauptvorstandes des Reichstädtebundes und Mitglied des Vorstandes der kommunalpolitischen Vereinigung. Im Februar 1921 wurde er als Abgeordneter in den Preußischen Landtag gewählt, dem er ohne Unterbrechung bis 1932 angehörte. Im Parlament vertrat er den Wahlkreis 19 (Hessen-Nassau).
Ferdinand Stemmler war seit 1893 mit der Hotelierstochter Minni Roth verheiratet.